# Municipio de San Juan del Estado
El municipio de San Juan del Estado es uno de los 570 municipios que conforman al estado mexicano de Oaxaca. Pertenece al distrito de Etla, dentro de la región valles centrales. Su cabecera es la localidad de San Juan del Estado.

## Geografía
El municipio abarca 132.03 km² y se encuentra a una altitud promedio de 1740 m s. n. m., oscilando entre 3100 y 1300 m s. n. m.

## Demografía
De acuerdo al último censo, realizado por el INEGI en 2010, en el municipio habitan 2546 personas, repartidas entre 5 localidades.